# Тавільжанка
Тавільжа́нка — село в Україні, у Дворічанській селищній громаді Куп'янського району Харківської області. Населення становить 1924 осіб. До 2020 орган місцевого самоврядування — Тавільжанська сільська рада.

## Географія
Село Тавільжанка знаходиться на річці Тавільжанка, яка через 1 км впадає в річку Оскіл (ліва притока), нижче за течією розташоване селище Дворічне.
У селі розташоване Тавільжанське водосховище.
Село розташоване в балці Віднега 3-тя і оточене великими лісовими масивами — урочище Банківський Бір і урочище Велике (сосна).
На відстані 1 км розташована залізнична станція Дворічна. Поруч проходить автомобільна дорога Р79.

## Історія
1899 — дата заснування.
7 (20) листопада 1917 року, відповідно до.Третього Універсалу Української Центральної Ради, увійшло до складу Української Народної Республіки.
12 червня 2020 року, відповідно до Розпорядження Кабінету Міністрів України  № 725-р «Про визначення адміністративних центрів та затвердження територій територіальних громад Харківської області», увійшло до складу Дворічанської селищної громади.
19 липня 2020 року, в результаті адміністративно - територіальної реформи та ліквідації Дворічанського району, село увійшло до складу Куп'янського району Харківської області.
Село тимчасово окуповане російськими військами 24 лютого 2022 року.
22 вересня 2022 року російські військові забрали з дому мешканця села Юрія Мороза.
5 грудня 2022 року - зазнало обстрілів з різнокаліберної артилерії, з боку російського агресора.

## Населення

### Мова
Розподіл населення за рідною мовою за даними перепису 2001 року:
| Мова            | Кількість | Відсоток |
| --------------- | --------- | -------- |
| українська      | 1792      | 93.14%   |
| російська       | 108       | 5.61%    |
| вірменська      | 9         | 0.47%    |
| угорська        | 5         | 0.26%    |
| білоруська      | 3         | 0.16%    |
| інші/не вказали | 7         | 0.36%    |
| Усього          | 1924      | 100%     |

## Економіка
- В селі є машинно-тракторні майстерні.
- Дворічанський райагропостач, ВАТ.
- Приватне сільськогосподарське підприємство «Тавільжанське».
- Товариство з обмеженою відповідальністю «Куп'янськ-Агроінвест»
- Фермерське господарство «Інна».
- «АГРОСВІТ», сільськогосподарське ПП.
- Тавільжанське сільпо.

## Об'єкти соціальної сфери
- Таволжанський дитячий садок.
- Школа.
- Клуб.
- Спортивний майданчик (з 2010 року просто майданчик).